# Statek flagowy
Statek flagowy – najbardziej prestiżowy statek floty danego armatora.
Jest to pojęcie czysto reprezentacyjne i odnoszące się wyłącznie do flot cywilnych (np. pasażerskich, handlowych, sportowych). Statek będący największą dumą i osiągnięciem danej floty świadczący o jej maksymalnych możliwościach. Najczęściej jest to statek największy. Na jego pokładzie mogą odbywać się największe uroczystości, przyjmowani najważniejsi goście, również w szczególny sposób traktowany jest podczas składania przez niego wizyt. Pojęcie najczęściej stosowane we flotach statków nawodnych, ewentualnie powietrznych.